# Futura Volley Busto Arsizio 2015-2016
Questa voce raccoglie le informazioni riguardanti la Futura Volley Busto Arsizio nelle competizioni ufficiali della stagione 2015-2016.

## Stagione

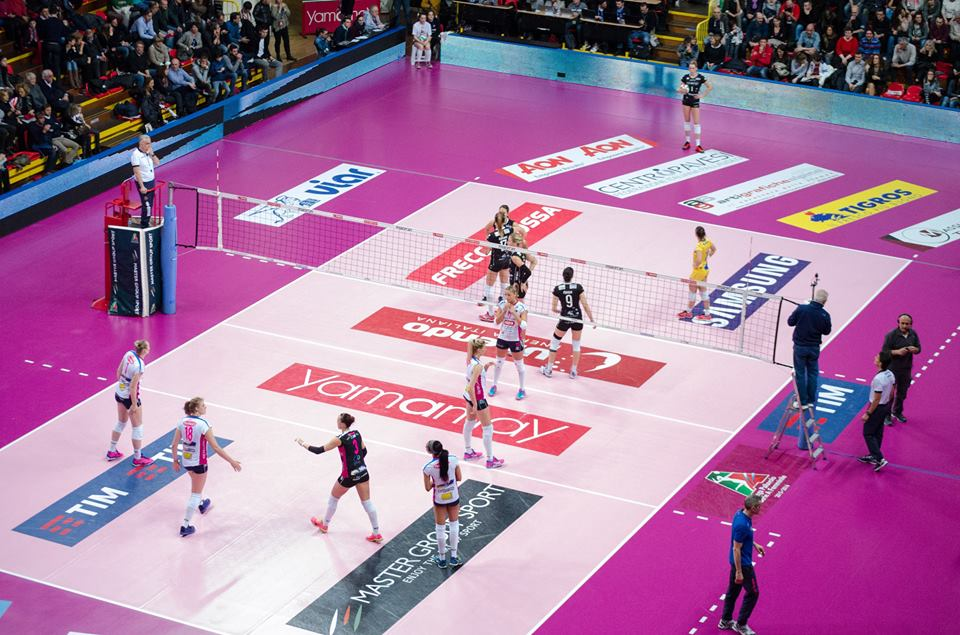
La Futura Volley Busto Arsizio nella partita contro l'AGIL Volley

La stagione 2015-16 è per la Futura Volley Busto Arsizio, sponsorizzata dall'Unendo e da Yamamay, la decima, la nona consecutiva, in Serie A1; dopo un riassetto societario che porta alla presidenza Giuseppe Pirola, viene cambiato sia l'allenatore, la cui scelta cade su Marco Mencarelli, sia tutta la rosa, con le uniche conferme di Giulia Pisani, Alice Degradi e Giulia Angelina, anche se quest'ultima aveva giocato nella stagione precedente con la seconda formazione in Serie B1. Tra i nuovi acquisti quelli di Jenna Hagglund, Jaimie Thibeault, Karsta Lowe, Valeria Papa, Gözde Yılmaz, Celeste Poma e Hélène Rousseaux, arrivata a campionato in corso, mentre tra le cessioni quelle di Freya Aelbrecht, Ekaterina Bogačëva, Francesca Marcon, Giulia Leonardi, Helena Havelková, Rebecca Perry, Letizia Camera, Joanna Wołosz e Rebecca Perry.
Il campionato si apre con una sconfitta, inflitta dalla Pallavolo Scandicci, ma già alla seconda giornata la squadra di Busto Arsizio ottiene la prima vittoria superando per 3-0 il Neruda Volley: per tutto il resto del girone di andata il club seguirà un andamento altalenante, alternando vittorie a sconfitte che la portano a chiudere la prima parte di campionato al nono posto, non utile per qualificarsi alla Coppa Italia. Lo stesso andamento si conferma anche nel girone di ritorno, anche se caratterizzato da una serie di tre sconfitte consecutive tra la diciottesima e la ventesima giornata: la Futura Volley Busto Arsizio chiude la regular season al nono posto, appena fuori dalla zona dei play-off scudetto.
Il quinto posto al termine della regular season e la sconfitta ai quarti di finale dei play-off scudetto nella Serie A1 2014-15 qualificando la Futura Volley Busto Arsizio alla Challenge Cup: la società tuttavia decide di rinunciare alla partecipazione del torneo.

## Organigramma societario
Area direttiva
- Presidente: Giuseppe Pirola
- Direttore generale: Paolo Lugiato
- Amministrazione: Paolo Lugiato
- Segreteria generale: Milvia Testa

Area organizzativa
- Team manager: Enzo Barbaro
- Direttore sportivo: Enzo Barbaro
- Dirigente accompagnatore: Alberto Gallo, Giordano Polato
- Responsabile amministrazione: Vincenzo Marella
- Responsabile palazzetto: Staff A.S.S.B.

Area tecnica
- Allenatore: Marco Mencarelli
- Allenatore in seconda: Marco Musso
- Assistente allenatore: Christian Tammone
- Scout man: Tommaso Barbato
- Responsabile settore giovanile: Giuseppe Gabri

Area comunicazione
- Ufficio stampa: Giorgio Ferrario, Elena Colombo
- Responsabile comunicazioni: Enzo Barbaro
- Speaker: Adriano Broglia
- Fotografo: Gabriele Alemani
- Video: Roberto Danieli
- DJ: Willy DJ

Area marketing
- Ufficio marketing: Enzo Barbaro
- Agenzia pubblicitaria: Swing Communication

Area sanitaria
- Medico: Nadia Brogioli
- Preparatore atletico: Alessandro Mattiroli
- Fisioterapista: Michele Forte
- Massaggiatore: Marco Forte

## Rosa
| N° | Nome             | Ruolo | Data di nascita   | Nazionalità sportiva |
| -- | ---------------- | ----- | ----------------- | -------------------- |
| 1  | Hélène Rousseaux | S     | 25 settembre 1991 | Belgio               |
| 2  | Alice Degradi    | S     | 10 aprile 1996    | Italia               |
| 3  | Caterina Cialfi  | P     | 17 agosto 1995    | Italia               |
| 6  | Silvia Fondriest | C     | 29 dicembre 1988  | Italia               |
| 7  | Jenna Hagglund   | P     | 28 maggio 1989    | Stati Uniti          |
| 8  | Jaimie Thibeault | C     | 23 settembre 1989 | Canada               |
| 9  | Valeria Papa     | S     | 9 settembre 1989  | Italia               |
| 11 | Karsta Lowe      | S/O   | 2 febbraio 1993   | Stati Uniti          |
| 12 | Giulia Angelina  | S     | 26 febbraio 1997  | Italia               |
| 14 | Gözde Yılmaz     | S/O   | 9 settembre 1991  | Turchia              |
| 17 | Giulia Pisani    | C     | 4 giugno 1992     | Italia               |
| 18 | Celeste Poma     | L     | 10 novembre 1991  | Italia               |

## Mercato
| Acquisti | Acquisti         | Acquisti               | Acquisti   |
| R.       | Nome             | da                     | Modalità   |
| -------- | ---------------- | ---------------------- | ---------- |
| P        | Caterina Cialfi  | Obiettivo Risarcimento | definitivo |
| C        | Silvia Fondriest | Trentino Rosa          | definitivo |
| P        | Jenna Hagglund   | Impel                  | definitivo |
| S/O      | Karsta Lowe      | Changas de Naranjito   | definitivo |
| S        | Valeria Papa     | Neruda                 | definitivo |
| L        | Celeste Poma     | Pavia                  | definitivo |
| S        | Hélène Rousseaux | AGIL                   | definitivo |
| C        | Jaimie Thibeault | Legionovia             | definitivo |
| S/O      | Gözde Yılmaz     | Eczacıbaşı             | prestito   |

| Cessioni | Cessioni           | Cessioni      | Cessioni      |
| R.       | Nome               | a             | Modalità      |
| -------- | ------------------ | ------------- | ------------- |
| C        | Freya Aelbrecht    | Bergamo       | definitivo    |
| C        | Ekaterina Bogačëva | Dinamo Mosca  | definitivo    |
| P        | Letizia Camera     | RC Cannes     | definitivo    |
| S/O      | Valentina Diouf    | Bergamo       | fine prestito |
| S        | Helena Havelková   | Chemik Police | definitivo    |
| L        | Giulia Leonardi    | River         | definitivo    |
| S        | Francesca Marcon   | River         | definitivo    |
| C        | Ciara Michel       | Bursa BB      | definitivo    |
| S/O      | Rebecca Perry      | MKS           | definitivo    |
| S        | Valentina Rania    | Castellanza   | definitivo    |
| P        | Joanna Wołosz      | Chemik Police | definitivo    |

## Risultati

### Serie A1

#### Girone di andata
| 1ª giornata - 18 ottobre 2015 Palazzetto dello Sport, Scandicci | Savino Del Bene | 3 - 1 | Busto Arsizio          | 25-17, 21-25, 30-28, 25-15 |
| 2ª giornata - 25 ottobre 2015 PalaYamamay, Busto Arsizio        | Busto Arsizio   | 3 - 0 | Neruda                 | 25-22, 25-22, 25-15        |
| 3ª giornata - 1º novembre 2015 PalaPanini, Modena               | LJ              | 3 - 0 | Busto Arsizio          | 25-18, 25-20, 25-15        |
| 4ª giornata - 4 novembre 2015 PalaYamamay, Busto Arsizio        | Busto Arsizio   | 3 - 0 | Obiettivo Risarcimento | 25-19, 25-20, 25-19        |
| 5ª giornata - 8 novembre 2015 PalaYamamay, Busto Arsizio        | Busto Arsizio   | 3 - 1 | Imoco                  | 25-22, 21-25, 25-17, 25-15 |
| 6ª giornata - 15 novembre 2015 PalaNorda, Bergamo               | Bergamo         | 3 - 0 | Busto Arsizio          | 25-20, 25-21, 25-20        |
| 7ª giornata - 22 novembre 2015 PalaYamamay, Busto Arsizio       | Busto Arsizio   | 0 - 3 | Casalmaggiore          | 23-25, 20-25, 22-25        |
| 8ª giornata - 28 novembre 2015 Nelson Mandela Forum, Firenze    | San Casciano    | 1 - 3 | Busto Arsizio          | 19-25, 20-25, 25-19, 21-25 |
| 9ª giornata - 2 dicembre 2015 PalaYamamay, Busto Arsizio        | Busto Arsizio   | 1 - 3 | Flero                  | 23-25, 13-25, 25-16, 24-26 |
| 10ª giornata - 6 dicembre 2015 PalaTerdoppio, Novara            | AGIL            | 3 - 0 | Busto Arsizio          | 25-21, 25-23, 25-17        |
| 12ª giornata - 19 dicembre 2015 PalaYamamay, Busto Arsizio      | Busto Arsizio   | 3 - 0 | Club Italia            | 25-18, 25-20, 25-13        |
| 13ª giornata - 22 dicembre 2015 PalaBanca, Piacenza             | River           | 3 - 1 | Busto Arsizio          | 19-25, 25-21, 25-22, 25-19 |

#### Girone di ritorno
| 14ª giornata - 17 gennaio 2016 PalaYamamay, Busto Arsizio          | Busto Arsizio          | 1 - 3 | Savino Del Bene | 13-25, 26-24, 20-25, 17-25        |
| 15ª giornata - 24 gennaio 2016 PalaResia, Bolzano                  | Neruda                 | 0 - 3 | Busto Arsizio   | 20-25, 25-27, 23-25               |
| 16ª giornata - 31 gennaio 2016 PalaYamamay, Busto Arsizio          | Busto Arsizio          | 0 - 3 | LJ              | 19-25, 20-25, 24-26               |
| 17ª giornata - 3 febbraio 2016 Palasport Città di Vicenza, Vicenza | Obiettivo Risarcimento | 1 - 3 | Busto Arsizio   | 25-23, 23-25, 25-27, 23-25        |
| 18ª giornata - 7 febbraio 2016 PalaVerde, Villorba                 | Imoco                  | 3 - 0 | Busto Arsizio   | 25-19, 25-21, 25-14               |
| 19ª giornata - 14 febbraio 2016 PalaYamamay, Busto Arsizio         | Busto Arsizio          | 0 - 3 | Bergamo         | 15-25, 23-25, 20-25               |
| 20ª giornata - 21 febbraio 2016 PalaRadi, Cremona                  | Casalmaggiore          | 3 - 2 | Busto Arsizio   | 18-25, 30-28, 25-21, 16-25, 15-11 |
| 21ª giornata - 28 febbraio 2016 PalaYamamay, Busto Arsizio         | Busto Arsizio          | 3 - 1 | San Casciano    | 25-19, 17-25, 25-22, 26-24        |
| 22ª giornata - 2 marzo 2016 PalaGeorge, Montichiari                | Flero                  | 3 - 2 | Busto Arsizio   | 17-25, 25-20, 23-25, 25-16, 19-17 |
| 23ª giornata - 5 marzo 2016 PalaYamamay, Busto Arsizio             | Busto Arsizio          | 2 - 3 | AGIL            | 26-24, 21-25, 25-22, 27-29, 12-15 |
| 25ª giornata - 26 marzo 2016 PalaYamamay, Busto Arsizio            | Club Italia            | 1 - 3 | Busto Arsizio   | 22-25, 25-22, 20-25, 22-25        |
| 26ª giornata - 2 aprile 2016 PalaYamamay, Busto Arsizio            | Busto Arsizio          | 0 - 3 | River           | 19-25, 23-25, 18-25               |

## Statistiche

### Statistiche di squadra
| Competizione | Punti | In casa | In casa | In casa | In trasferta | In trasferta | In trasferta | Totale | Totale | Totale |
| Competizione | Punti | G       | V       | P       | G            | V            | P            | G      | V      | P      |
| ------------ | ----- | ------- | ------- | ------- | ------------ | ------------ | ------------ | ------ | ------ | ------ |
| Serie A1     | 30    | 12      | 5       | 7       | 12           | 4            | 8            | 24     | 9      | 15     |
| Totale       | -     | 12      | 5       | 7       | 12           | 4            | 8            | 24     | 9      | 15     |

G = partite giocate; V = partite vinte; P = partite perse

### Statistiche dei giocatori
| Giocatore    | Serie A1 | Serie A1 | Serie A1 | Serie A1 | Serie A1 | Totale | Totale | Totale | Totale | Totale |
| Giocatore    | P        | PT       | AV       | MV       | BV       | P      | PT     | AV     | MV     | BV     |
| ------------ | -------- | -------- | -------- | -------- | -------- | ------ | ------ | ------ | ------ | ------ |
| G. Angelina  | 7        | 10       | 5        | 3        | 2        | 7      | 10     | 5      | 3      | 2      |
| C. Cialfi    | 15       | 5        | 3        | 9        | 2        | 15     | 5      | 3      | 9      | 2      |
| A. Degradi   | 23       | 163      | 133      | 9        | 21       | 23     | 163    | 133    | 9      | 21     |
| S. Fondriest | 14       | 65       | 48       | 16       | 1        | 14     | 65     | 48     | 16     | 1      |
| J. Hagglund  | 24       | 42       | 26       | 4        | 12       | 24     | 42     | 26     | 4      | 12     |
| K. Lowe      | 24       | 464      | 419      | 26       | 19       | 24     | 464    | 419    | 26     | 19     |
| V. Papa      | 18       | 137      | 117      | 9        | 11       | 18     | 137    | 117    | 9      | 11     |
| G. Pisani    | 24       | 148      | 92       | 79       | 13       | 24     | 148    | 92     | 79     | 13     |
| C. Poma      | 24       | -        | -        | -        | -        | 24     | -      | -      | -      | -      |
| H. Rousseaux | 12       | 109      | 100      | 3        | 6        | 12     | 109    | 100    | 3      | 6      |
| J. Thibeault | 22       | 129      | 103      | 24       | 2        | 22     | 129    | 103    | 24     | 2      |
| G. Yılmaz    | 16       | 116      | 94       | 18       | 4        | 16     | 116    | 94     | 18     | 4      |

P = presenze; PT = punti totali; AV = attacchi vincenti; MV = muri vincenti; BV = battute vincenti